# Osobowość biurokratyczna
Osobowość biurokratyczna (bureaucratic personality) – charakterystyczna dla jednostki skoncentrowanej na systemie formalnie zdefiniowanych bezosobowych przepisów, reguł i norm postępowania funkcjonujących wewnątrz organizacji biurokratycznej, spod których władania nie potrafi wyzwolić się w życiu codziennym.
Na temat osobowości biurokratycznej i jej dysfunkcji wypowiada się amerykański socjolog Robert K. Merton.